# 福田宏年
福田 宏年（ふくだ ひろとし、1927年8月31日 - 1997年6月8日）は、日本の文芸評論家、ドイツ文学者、翻訳家。
専門は、登山にまつわる随筆、紀行、ドイツ文学などの翻訳のほか、トーマス・マン、 テオドール・フォンターネ、ロベルト・ムジールを中心にドイツ近代小説の研究。また、井上靖夫人の次兄の娘婿で、最もよき理解者である。『井上靖の世界』『井上靖評伝覚』は、文献的にも作家論的にも井上靖に関する最高の業績である。

## 来歴・人物
香川県三豊郡大野原村（現 観音寺市大野原町）出身。旧制香川県立三豊中学校、旧制松山高等学校を経て、1952年東京大学文学部独文科卒業。同年東京大学文学部助手。
1953年茨城大学講師、1955年立教大学文学部講師を経て、1967年立教大学文学部教授。
1964年5月に立教大学山岳部ヒマラヤ登山隊を指揮し、ペタンツェ登頂に成功する。同年、その登山記録『バルン氷河紀行 あるヒマラヤ小登山隊の記録』を刊行。翌年の1965年にも井上靖と共にシルクロードの旅を行った。
1969年立教大学文学部内に紛争が起こり、辞職。1970年中央大学文学部教授に就任。同大学文学部長も務めた。
1997年逝去。享年69。

## 著書
- 『山の文学紀行』（朋文堂） 1960、のち改訂版（沖積舎） 1994
- 『バルン氷河紀行 あるヒマラヤ小登山隊の記録』（講談社） 1964、のち改訂版（中公文庫） 1993
- 『現代文学の運命』（講談社） 1971
- 『井上靖の世界』（講談社） 1972
- 『山のこころ』（日本交通公社） 1974
- 『永遠と現実 死の作家と生の作家論』（講談社） 1975
- 『井上靖評伝覚』（集英社） 1979、増補版 1991
- 『時刻表地図から消えた町』（集英社） 1980、のち文庫
- 『ウィーンの錠開け屋 出会いの三十有余年』（沖積舎） 1995
- 『時が紡ぐ幻 近代藝術観批判』（集英社） 1998

## 翻訳
- 『天国地獄ヒマラヤ』（H・レツヒエンペルク、朋文堂） 1959
- 『青春の泉』（オイゲン・ギド・ランマー、朋文堂、世界山岳全集3） 1960
- 『トマス・マン 魔の山』（集英社、世界の名作11） 1964
- 『ゴビ砂漠の謎』（スヴェン・ヘディン、白水社、ヘディン中央アジア探検紀行全集7） 1965、のち新版
- 『トニオ・クレーゲル』（トーマス・マン、中央公論社、世界の文学35） 1965
- 『アルプスの高嶺にて』（E・ツィグモンディ、あかね書房、世界山岳名著全集4） 1967
- 『無名峰の聳える国』（ヘルベルト・ティッヒー、あかね書房、ヒマラヤ名著全集5） 1968
- 『男の危機』（カール・ベトナリック、井上修一共訳、読売新聞社） 1971
- 『つくられた微笑』（フォンターネ、中央公論社、世界の文学12） 1972
- 『青い花』（ノヴァーリス、学習研究社、世界文学全集22） 1978
- 『ヒマラヤ - 第三の極地』（ディーレンフルト、白水社） 1978
- 『ウィーンの辻音楽師』（フランツ・グリルパルツァー、岩波文庫） 1979、のち新版
- 『ルーマニア日記』（ハンス・カロッサ、学習研究社、世界文学全集25） 1979
- 『ジョゼフ・フーシェ』（シュテファン・ツヴァイク、学習研究社、世界文学全集26） 1979、グーテンベルク21・電子出版 2022
- 『ベランのパノラマ』（H・C・ベラン、前島郁雄共訳、実業之日本社） 1980
- 『チベットの七年 ダライ・ラマの宮廷に仕えて』（ハインリヒ・ハラー、白水社） 1981、新版 1997
  - 改題『セブン・イヤーズ・イン・チベット チベットの七年』（角川文庫） 1997
- 『スイス・パノラマ』（エーミール・シュルテス、実業之日本社） 1982
- 『シルクロード』全2巻（ヘディン、岩波文庫） 1984
- 『マウンテン・ワールド 第5巻』（スイス山岳研究財団、杉山雅夫共訳 小学館、1989年）
- 『マウンテン・ワールド 第7巻』（スイス山岳研究財団、山野井裕義共訳 小学館、1989年）
- 『さまよえる湖』全2巻（ヘディン、岩波文庫） 1990

本書「訳者あとがき」で、福田は本文には一度も出てこない「1600年周期」という誤った表現を用いて解説を加えており、多くの読者にヘディンの学説に対する重大な誤解を与えた。
- 『小説亡国論』（フランツ・アルトハイム、中央大学出版部） 1996